# Ilyes Satouri
Ilyes „Stephano“ Satouri (* 12. März 1993) ist ein professioneller, nur noch teilweise aktiver französischer E-Sportler in dem Computerspiel StarCraft II.

## Werdegang
Ilyes Satouri hat seine E-Sport Karriere mit dem Blizzard-Spiel Warcraft 3: The Frozen Throne unter dem Nickname „Sat“ begonnen. Schon in Warcraft 3 konnte er mehrere Offline-Turniererfolge in Frankreich verbuchen und hat sich dem Pro-Gaming Team Millenium angeschlossen.
Ilyes Satouri startete seine Karriere in StarCraft II im September 2010 kurz nach der offiziellen Veröffentlichung des Spiels. Zuerst schloss sich Ilyes dem Team ToY Gaming an, bevor er zu Millenium zurückkehrte.
Das erste international bekannte Offline-Turnier an dem Stephano teilnahm, war der HomeStory Cup III. Dort zeigte er sich souverän in der Gruppenphase wurde aber dann von ThorZaIN in die Loser Brackets geschickt und schließlich von MC eliminiert.
Stephano war weiterhin in der Starcraft-2-Szene präsent, durch entsprechende Qualifikationen für u. a. den Electronic Sports World Cup (ESWC) 2011 oder die Intel Extreme Masters Global Challenge Köln. Im Oktober 2011 konnte Stephano seinen ersten großen Erfolg durch den Sieg bei der "IGN ProLeague Season 3" verbuchen. Nur eine Woche später konnte er den ESWC 2011 für sich entscheiden. In beiden Turniere zusammen gewann Stephano einen 56.000 US-Dollar Preisgeld.
Es folgten einige mittelmäßige bis bescheidene Resultate bei der DreamHack Winter 2011, beim Blizzard Cup 2011 und beim HomeStory Cup IV, bevor er sehr überzeugend das SHOUTcraft Invitational #4 von TotalBiscuit gegen ThorZaIN gewann. Dies war das erste von vielen Turnieren mit kleineren Preispools in Europa, welche er für sich entscheiden konnte. Es folgten mehrere Turniere in den USA im Frühling 2012. Als Stephano den "Lone Star Clash" gegen Polt für sich entscheiden konnte und damit ein weiteres Preisgeld von 5.000 US-Dollar (zirka 4.000 €) verbuchte, überstieg er die Marke von 100.000 US-Dollar an kumuliertem Preisgeld.
2012 verließ Stephano sein Team Millenium und wechselte zum Team Evil Geniuses.
Mit dem Sieg bei den Blizzard WCS Europe Finals und einem damit verbundenen Preisgeld von 24.000 Dollar setzte sich Stephano zwischenzeitlich auf Position 4 der größten Summe an Turnier-Preisgeldern in StarCraft 2. Kurz zuvor hatte er angekündigt, sich mit dem Auslaufen seines Vertrages mit Evil Geniuses am 15. August 2013 aus dem E-Sport zurückziehen um sich seinem Studium zu widmen.
Danach spielte er allerdings weiterhin bei einigen kleineren Turnieren wie dem HomeStory Cup VIII oder der WCS Challenger League Season 2 2014 mit. Auch auf der Dreamhack Valencia 2016 nahm er teil und schaffte es bis ins Achtelfinale.

## Große Erfolge in SC2
| Jahr | Turnier                             | Platz    | Preisgeld |
| ---- | ----------------------------------- | -------- | --------- |
| 2011 | IGN ProLeague Season 3              | 1. Platz | 30.000 $  |
| 2011 | Electronic Sports World Cup         | 1. Platz | 26.000 $  |
| 2012 | Lone Star Clash                     | 1. Platz | 05.000 $  |
| 2012 | IGN ProLeague Season 4              | 6. Platz | 04.000 $  |
| 2012 | North American Star League Season 3 | 1. Platz | 30.000 $  |
| 2012 | WCS Europe Finals                   | 1. Platz | 24.000 $  |
| 2012 | Electronic Sports World Cup         | 3. Platz | 08.000 $  |
| 2012 | Lone Star Clash 2                   | 1. Platz | 07.500 $  |
| 2013 | WCS Season 1 Europe                 | 2. Platz | 12.000 $  |

## Spielstil
Stephano verlässt sich stark auf seine motorischen Fähigkeiten, die sich auch stark in seinem Multi-Tasking widerspiegeln. Hinzu kommt ein ausgeprägtes Gefühl für die Möglichkeiten des Gegners in der aktuellen Spielsituation. Dies macht Stephano sehr resistent gegen trickreiche Taktiken (Cheese) des Gegners.
Diese Vorzüge Stephanos machen ihn vor allem in den mittleren Phasen des Spiels (zirka zwischen Spielminute 10:00 und 20:00) besonders stark. Außerdem wird Stephano eine bestimmte Strategie zugeschrieben, um eine schnelle dritte Basis (Expansion) der Rasse Protoss zu kontern. Dazu wird das Ziel verfolgt schnell drei Basen mit ausreichend "Dronen" aufzubauen und dann rund um die Spielminute 11:00 die maximal mögliche Armee-Größe mit "Roaches" und "Zerglingen" zu erreichen und durch andauernde Attacken den Gegner zu besiegen oder zumindest so stark zu beeinträchtigen, dass er nur mehr eingeschränkte Möglichkeiten in späteren Spielphasen hat.
Zum Ende seiner Karriere machte er einen langsamen und passiven Spielstil im Matchup gegen Protoss populär, der auf einer großen Anzahl der Einheit "Swarmhost" (Schwarmwirt) basiert.

## Hintergründe
Stephano behauptet oft von sich selbst, nicht viel für seine kommenden Spiele zu trainieren. Stephano erhielt oft Kritik dafür, bei großen Turnieren einfach aufzugeben oder gar nicht erst zu erscheinen. Dies steht im Gegensatz zu seinem sehr fairen Verhalten während der Spiele.
Stephano wurde nach der Dreamhack Summer in Jönköping von den ansässigen Behörden wegen zu starkem Alkoholkonsum von der After-Party entfernt und verbrachte die Nacht in einer Ausnüchterungszelle.
Nach dem Ende seines Vertrages bei Evil Geniuses begann er damit, Medizin zu studieren.